# Gare de Hästveda
La gare de Hästveda est une gare ferroviaire suédoise de la Södra stambanan (ligne principale sud), située sur Östra Järnvägsgatan, à Hästveda sur le territoire de la commune de Hässleholm dans le Comté de Scanie.
La gare est ouverte en 1862 et fermée aux voyageurs en 1975. Rouverte fin 2013, c'est une halte voyageurs desservie par des trains régionaux.

## Situation ferroviaire
Établie à 69 mètres d'altitude, la gare de Hästveda est située au point kilométrique 102 de la ligne de Malmö à Stockholm (ligne principale sud : Södra stambanan), entre les gares d'Osby et de Ballingslöv.

## Histoire
La gare de Hästveda est mise en service, le 1er août 1862, lors de l'arrivée du chemin de fer sur la commune.
La gare ferme au service des voyageurs en 1975.
Le 25 janvier 2010, un accord est signé, entre différents partenaires (administration, gouvernements locaux, milieu des affaires) pour des investissements d'infrastructures permettant l'amélioration du service des trains régionaux. Le co-financement de l'ensemble des partenaires permet une mise en œuvre rapide des projets et notamment celui de la réouverture de la gare d'Hästveda. Les travaux concernent notamment la construction d'un quai latéral pour la voie 1, d'un quai central pour les voies 2 et 3 et d'une passerelle avec des escaliers et ascenseurs. L'équipement comporte des abris de quai et un automate pour l'achat de titres de transport. L'inauguration de l'ouverture du chantier a lieu le 18 novembre 2013 et l'inauguration pour la réouverture de la gare a lieu le 14 décembre 2013, le trafic voyageurs débutant le lendemain. Des travaux de finitions vont se poursuivre jusqu'à la fin de l'année 2014.

## Service des voyageurs

### Accueil
Halte voyageurs, elle dispose de trois quais avec abri et d'un automate pour l'achat de titres de transport. Une passerelle avec ascenseurs permet la traversée des voies et l'accès aux quais.

### Desserte
Hästveda est desservie par des trains locaux de la relation de Hässleholm à Växjö.